# Canal del Henares
El canal del Henares es un canal de riego que fluye paralelo a la orilla derecha del río Henares entre las provincias españolas de Guadalajara y Madrid, desde su nacimiento en el río a su paso por el término municipal de Humanes (Guadalajara) hasta su final en el arroyo de las Monjas, afluente del Henares, cerca de Meco (Comunidad de Madrid, España). 

## Curso
Tiene una longitud aproximada de 40 km y afecta a una superficie regable de unas 7800 ha ubicadas entre el margen izquierdo del canal y el derecho del río entre los términos municipales de Humanes, Mohernando, Yunquera de Henares, Fontanar, Guadalajara, Marchamalo, Cabanillas del Campo, Alovera, Villanueva de la Torre, Azuqueca de Henares y Meco.

## Historia
Su construcción fue planteada por primera vez en el siglo XVIII por el Pedro Pablo de Abarca y Bolea, conde de Aranda y ministro de Carlos III, con el fin de mejorar el riego de toda la Campiña del Henares, y conseguir así una agricultura de regadío más productiva. El trazado iría desde el Henares por Humanes hasta el Bajo Jarama, cerca de Paracuellos de Jarama. Tras la Desamortización de Mendizábal los usos del suelo con cambiaron y no se encontró rentabilidad para llevar adelante el proyecto.
En 1859 se le concede a la Sociedad Ibérica de Riegos la construcción del canal desde el arroyo Majamar, afluente del Henares a su paso por Yunquera de Henares, y a lo largo de 42 km, pudiendo llegar a regar hasta 10 000 ha. En 1863 se modificó el proyecto, permitiendo construir el canal desde unos 12 km aguas arriba, cerca de la desembocadura del río Sorbe en el Henares, en el término de Humanes, ganando así varias hectáreas de riego. En 1867 se inauguraron 17 km del proyecto y la empresa adjudicataria comenzó a obtener ganancias hasta que la rentabilidad descendió por el encarecimiento de la obra y la devaluación del real. Las obras quedaron paradas y tan sólo se explotó los kilómetros construidos sin apenas mantenimiento.
En 1926, tras el establecimiento de las confederaciones hidrográficas, la del Tajo tomó en consideración la necesidad de arreglar los defectos del canal y concede a los regantes, constituidos en comunidad, con ayuda del Estado, la explotación del canal y la construcción del resto de los tramos proyectados hasta Meco, además de la construcción del embalse de Pálmaces. Las obras se inician finalmente en 1934 y fue inaugurado en 1954.